# Aeroporto Internacional Kenneth Kaunda
O Aeroporto Internacional Kenneth Kaunda (em inglês: Kenneth Kaunda International Airport) é um aeroporto internacional localizado na cidade de Lusaca, capital da Zâmbia, sendo o mais movimentado do país. Atualmente, o aerporto tem um plano de expansão.